# 鄭氏坑面介
鄭氏坑面介（学名：Foveoleberis ymchengi）为光面介科坑面介屬下的一个种。